# Gouvernement Kassory (2)
République de Guinée
Kassory I Mohamed Béavogui
Le gouvernement Kassory II est le cinquième gouvernement guinéen sous la présidence d'Alpha Condé. Proposé par Ibrahima Kassory Fofana, il était en fonction du 19 janvier au 5 septembre 2021.

## Historique du mandat
Dirigé par le premier ministre Ibrahima Kassory Fofana, ce gouvernement succède au gouvernement Kassory I et il sera remplacé après le coup d'État du 5 septembre 2021 par le gouvernement Mohamed Béavogui le 21 octobre 2021.

## Composition initiale[4]
La composition du gouvernement partiellement avec 16 ministre sur 36 dans un décret du 19 janvier 2021.
le 21 janvier, trois autres rentre en fonction puis quatre autres ministres le 23 janvier 2021.
Le 27 janvier 12 autres ministres sont nommées et un autre remplacé.
Le 29 avril 2021, Alpha Condé a nommé la vice-présidente de l'assemble nationale Dr Djalikatou Diallo au poste de ministre de la citoyenneté et de l’unité nationale en remplacement de Mamadou Taran Diallo et Tibou Kamara en tant que porte-parole du gouvernement.
Le 22 aout 2021, Alpha Condé a nommé Mohamed Diané au poste de premier ministre par intérim à la suite du décès de la fille Ibrahima Kassory Fofana au USA Djenab Donzo Fofana,.
| Portefeuille | Titulaire | Titulaire               | Parti |
| --- | --------- | ----------------------- | ----- |
| Premier ministre |           | Ibrahima Kassory Fofana | RPG   |
| Ministre d'État Ministre chargé des Affaires présidentielles Ministre de la Défense nationale                                                             |           | Mohamed Diané           | RPG   |
| Ministre d'État Ministre à la Présidence, conseiller spécial du président de la République Ministre de l'Industrie et des Petites et moyennes entreprises |           | Tibou Kamara            | RPG   |
| Ministre d'État Ministre de la Justice, Garde des Sceaux                                                                                                  |           | Mory Doumbouya          |       |
| Ministre de la Jeunesse et de l'Emploi jeune |           | Aissatou Baldé          |       |
| Ministre de l'Administration du territoire et de la Décentralisation                                                                                      |           | Bouréma Condé           | RPG   |
| Ministre de la Sécurité et de la Protection civile |           | Albert Damantang Camara | RPG   |
| Ministre des Affaires étrangères et des Guinéens de l'étranger                                                                                            |           | Ibrahima Kalil Kaba     | RPG   |
| Ministre du Plan et du Développement économique |           | Mama Kanny Diallo       | RPG   |
| Ministre de l'Économie et des Finances |           | Mamadi Camara           | RPG   |
| Ministre du Budget |           | Ismaël Dioubaté         | RPG   |
| Ministre délégué à la présidence, charges de l'Agriculture et de l'élevage                                                                                |           | Roger Patrick Millimono | RPG   |
| Ministre des Travaux publics |           | Kadiatou Emilie Diaby   |       |
| Ministre de l'Énergie |           | Bountouraby Yattara     | RPG   |
| Ministre de la Santé et de l'Hygiène publique |           | Remy Lamah              |       |
| Ministre des Droits et de l'Autonomisation des femmes |           | Hawa Béavogui           | RPG   |
| Ministre de l'Enseignement technique, de la Formation professionnelle, du Travail et de l'Emploi                                                          |           | Djénabou Dramé          | RPG   |
| Ministre d'État Ministre du Tourisme, de l'Hôtellerie et de l'Artisanat                                                                                   |           | Sala Fanta Fanyi Camara | RPG   |
| Ministre d'État Ministre des Transports |           | Mohamed Keïta           |       |
| Ministre d'État Ministre de l'Environnement, des Eaux et Forêts                                                                                           |           | Oyé Guillavogui         | RPG   |
| Ministre d'État Ministre de l'Assainissement et de l'Hydraulique                                                                                          |           | Papa koly Kourouma      | RPG   |
| Ministre de l'Unité nationale et de la Citoyenneté |           | Djalikatou Diallo       | RPG   |
| Ministre de l'Enseignement supérieur et de la Recherche scientifique                                                                                      |           | Aboubacar Sylla         |       |
| Ministre des Mines et de la Géologie |           | Abdoulaye Magassouba    | RPG   |
| Ministre de la Ville et de l'Aménagement du territoire |           | Ibrahima Kourouma       | RPG   |
| Ministre de la culture et du patrimoine historique |           | Sonna Konaté            | RPG   |
| Ministre d'État, Ministre des Sports |           | Sanoussy Bantama Sow    | RPG   |
| Ministre des Postes, des Télécoms et de l’Économie numérique                                                                                              |           | Saïd Oumar Coulibaly    |       |
| Ministre de la Fonction publique, de la Réforme de l'État et de la Modernisation de l'administration                                                      |           | Mamadou Ballo           |       |
| Ministre du Commerce |           | Mariama Camara          |       |
| Ministre de l'Action sociale, de la Promotion féminine et de l'Enfance                                                                                    |           | Aissata Daffé           |       |
| Ministre de l'Éducation nationale et de l'Alphabétisation                                                                                                 |           | Alpha Amadou Bano Barry |       |
| Ministre chargé des Investissements et du Partenariat public-privé                                                                                        |           | Gabriel Curtis          |       |
| Ministre de la Coopération et de l'Intégration africaine                                                                                                  |           | Amadou Thierno Diallo   |       |
| Ministre de la Pêche, de l'Aquaculture et de l'Économie maritime                                                                                          |           | Frédéric Loua           |       |
| Ministre de l'Information et de la Communication |           | Amara Somparé           | RPG   |
| Ministre chargé des Hydrocarbures |           | Zakaria Koulibaly       |       |

## Polémiques
Mouctar Diallo nommé le 19 janvier 2020 devient le premier des ministres à être remplacé 8 jours après sa nomination dans ce gouvernement,.